# Pośrednia Turnia
Pośrednia Turnia (słow. Prostredná kopa, niem. Mittlerer Turm, węg. Középső-torony, 2128 m) – drugi od zachodu szczyt Tatr Wysokich, leżący w grani głównej Tatr, pomiędzy Skrajną Turnią (oddzielony od niej Skrajną Przełęczą o wysokości 2071 m n.p.m.) a Świnicą, od której oddzielony jest Świnicką Przełęczą. Do obydwu tych przełęczy opada kamienistymi i stromymi stokami. W północno-wschodnim kierunku do Doliny Zielonej Gąsienicowej tworzy krótki skalisty grzbiet. Jego północno-zachodnie stoki opadają do Skrajnego Żlebu opadającego ze Skrajnej Przełęczy, południowo-wschodnie do Świnickiej Kotlinki. W kierunku południowo-wschodnim do dna Doliny Walentkowej opada równomiernie nachylony stok, w górnej części będący skalnym rumowiskiem, niżej kamienisto-trawiasty, na samym dole porastający kosodrzewiną. Szczyt zbudowany jest z granitoidów.
Z rzadkich roślin występuje na Pośredniej Turni ukwap karpacki – gatunek w Polsce występujący tylko w Tatrach i to na nielicznych stanowiskach.
Nazwa jest ludowego pochodzenia. Nadali ją pasterze z Hali Gąsienicowej, zapewne od tego, że szczyt zajmuje pośrednie położenie między Świnicą i Skrajną Turnią. Na szczyt Pośredniej Turni od dawna wchodzili koziarze. Prawdopodobnie był na nim ok. 1805 r. Stanisław Staszic, na pewno zaś 3 sierpnia 1841 r. Ludwik Zejszner z towarzyszami. Pierwsze zanotowane wejście zimą: Mychajło Bojczuk i Mariusz Zaruski w 1904 r.
Dolną częścią tych południowo-wschodnich zboczy prowadzi czarny szlak turystyczny z Doliny Gąsienicowej na Świnicką Przełęcz. Jest on bardzo lawiniasty. Zimą, w razie konieczności bezpieczniej jest wchodzić północno-wschodnim grzbietem Pośredniej Turni.
|  |  |  |  |

## Szlaki turystyczne
– czerwony biegnący główną granią z Kasprowego Wierchu na Świnicę. Nie wyprowadza on jednak na jej szczyt, lecz prowadzi w poprzek, południowymi zboczami, po słowackiej stronie. Rozległe widoki na Tatry Wysokie, Zachodnie i Dolinę Cichą. Czas przejścia z Kasprowego Wierchu na Świnicę: 1:40 h, ↓ 1:20 h.